# NGC 6027e
NGC 6027e és una galàxia espiral barrada i cua de marea d'NGC 6027, no una galàxia individual, que és part del Sextet de Seyfert, un grup compacte de galàxies, que és localitza a la constel·lació del Serpent.